# Astrid von Rosen
Astrid Elisabeth von Rosen, under en period von Rosen Ellerås, född 31 maj 1964 i Tidersrum, Östergötland, är en svensk konstvetare, kulturjournalist och tidigare balettdansös. 
Astrid von Rosen gick Svenska balettskolan i Stockholm. Hon har varit dansare vid Malmö stadsteater (nuvarande Malmö Opera) samt Stora teatern och Göteborgsoperan där hon 1996 slutade för att kunna verka som frilans och har sedan varit knuten till den fria scenen Atalante i Göteborg. Hon har varit konstkritiker för Göteborgs-Posten. Astrid von Rosen disputerade 2010 för filosofie doktorsexamen i konstvetenskap och är anställd som universitetslektor vid Göteborgs universitet.
Hennes far och farfar är konstnärerna greve Christer von Rosen respektive greve Reinhold von Rosen. Hennes faster är ballerinan Elsa-Marianne von Rosen.